# Luddenham (Australia)
Luddenham – miasto w Australii, w stanie Nowa Południowa Walia.